# Apollo 440
Apollo 440 (también Apollo Four Forty) es un grupo de música electrónica inglés formado en 1990 en Liverpool por los hermanos Trevor y Howard Grey, Noko y James Gardner (que abandonaría el grupo después de su primer disco). No fue hasta 1996 cuando se hicieron famosos gracias a su tema Ain't Talkin' 'bout Dub, contenido en su segundo LP Electro Glide in Blue. Desde entonces son abundantes los temas suyos que han saltado a las pistas de baile, como Stop the Rock, y han destacado especialmente en la composición y remezcla de bandas sonoras.

## Discografía

### Álbumes
- Millenium Fever (1995)RU#117
- Electro Glide in Blue (1997) RU#62
- Gettin' High on Your Own Supply (1999) RU#20
- Dude Descending a Staircase (2003)
- The Future's What It Used To Be (2012)

### Sencillos
- Lolita (1991)
- Destiny (1991)
- Blackout (1992)
- Rumble (1993)
- Astral America (1994) RU#36
- Liquid Cool (1994) RU#35
- (Don't Fear) The Reaper (1995) RU#35
- Krupa (1996) RU#23
- Ain't Talkin' 'bout Dub (1997) RU#7
- Raw Power (1997) RU#32
- Carrera Rápida (1997)
- Rendez-Vous 98 (1998) con Jean Michel Jarre RU#12
- Lost in Space (1998) RU#4
- Stop The Rock (1999) RU#10
- Heart Go Boom (1999) RU#57
- Cold Rock The Mic / Crazee Horse (2000)
- Charlie's Angels 2000 (2000) RU#29
- Say What? (2001) con 28 Days Aus#23
- Dude Descending A Staircase (2003) con The Beatnuts RU#58
- A Deeper Dub (2011)

### Bandas sonoras

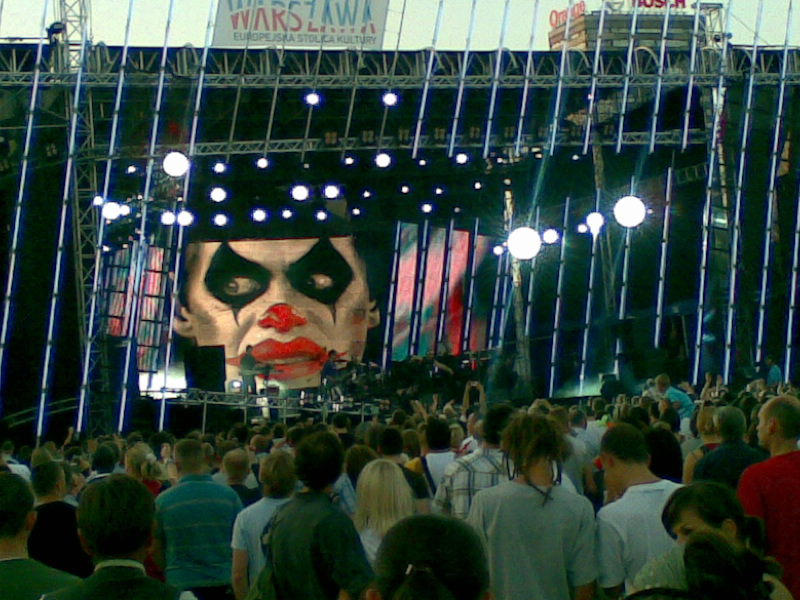
Stage, Orange Warsaw Festival, 2008

- Rapid Racer (1997) y Spider Man (2000), juegos de PlayStation
- Perdidos en el espacio (1998)
- Los ángeles de Charlie (2000)
- Gone in 60 Seconds (2000)
- S.W.A.T. (2003)